# 密宗道次第廣論
《密宗道次第廣論》是格魯派創始人宗喀巴的代表性著作之一。它详细论述了藏傳佛教的修持法門，對事續、行續、瑜伽續、無上瑜伽續四部教法的修行及次第、儀軌等过程作出了说明。

## 《密宗道次第廣論》的中文本
《密宗道次第廣論》的中文本由释法尊于漢藏教理院翻译，经印順法師潤稿后交与北京菩提學會印制发行。目前《密宗道次第廣論》的中文本已在海內外廣泛出版。
台灣出版的版本：
1. 1986年由台北市的妙吉祥出版社印制发行。
2. 1988年由台北市的文殊出版社印制发行。
3. 1999年由台北市的大千出版社印制发行。
4. 台北市的新文豐出版社印制发行。

中國大陸出版的版本：
1. 1996年由上海佛學書局印制发行的平裝本。
2. 2000年由上海佛學書局印制发行的32開精裝本。
3. 2001年由北京民族出版社印制发行的《喀巴大師集第二卷》。
4. 由民族出版社印制发行的蒙古文版。
5. 2004年由延邊大學出版社印制发行。

## 《密宗道次第廣論》的論述結構：

### 一、入佛敎次第不同諸門
1. 小乘、大乘
2. 金剛乘：若以二分法，可将佛教分为大、小二乘；大、小乘之主要区别，在于无上菩提心—为利益众生愿成佛。大乘又称菩萨乘，若以因果来分则有显、密二宗。即大乘佛教可分为因乘及果乘，因乘名般若婆罗密多乘，一般称为显教，或直接称为大乘；果乘就是金刚乘，一般称为密教或密咒乘，亦有通称密宗。